# Nati nel 1719
| Questa pagina contiene informazioni ricavate automaticamente dalle voci biografiche con l'ausilio del template Bio e di un bot. L'aggiornamento è periodico e automatico e ricostruisce completamente la pagina. Se manca una persona in questa lista, sei pregato di non aggiungerla, ma accertati piuttosto che la sua voce biografica contenga il template Bio e che i dati anagrafici siano correttamente compilati. Se il template Bio manca, inseriscilo tu stesso o, in alternativa, metti l'avviso {{tmp\|Bio}} che ne segnala la mancanza. Se i dati riportati sono sbagliati, correggi direttamente la voce biografica; le modifiche saranno visibili in questa lista entro pochi giorni. Per chiarimenti vedi il progetto biografie. La lista contiene solo le 96 persone che sono citate nell'enciclopedia e per le quali è stato implementato correttamente il template Bio. Pagina aggiornata al 19 set 2024. |

## Gennaio(8)
- 3 gennaio - Friedrich Karl Josef von Erthal, arcivescovo cattolico tedesco († 1802)
- 3 gennaio - Basil Feilding, VI conte di Denbigh, nobile inglese († 1800)
- 6 gennaio - Ignazio Marabitti, scultore italiano († 1797)
- 14 gennaio - Daniel Nettelbladt, giurista tedesco († 1791)
- 17 gennaio - Raimondo Cunich, umanista, grecista e latinista italiano († 1794)
- 22 gennaio - Antonio Marinetti, pittore italiano († 1796)
- 23 gennaio - John Landen, matematico inglese († 1790)
- 25 gennaio - Sofia Dorotea di Prussia, principessa prussiana († 1765)

## Febbraio(6)
- 10 febbraio - Clemente Sibiliato, presbitero, poeta e latinista italiano († 1795)
- 13 febbraio - George Brydges Rodney, I barone Rodney, ammiraglio britannico († 1792)
- 15 febbraio - Wilhelm Sebastian von Belling, generale prussiano († 1779)
- 15 febbraio - Jean Jacques Flipart, incisore francese († 1782)
- 18 febbraio - Ferdinand Christoph Oetinger, medico tedesco († 1772)
- 27 febbraio - Alejandro González Velázquez, architetto e pittore spagnolo († 1772)

## Marzo(7)
- 4 marzo - George Pigot, I barone Pigot, imprenditore e politico britannico († 1777)
- 4 marzo - Giambattista Roberti, scrittore e poeta italiano († 1786)
- 10 marzo - Thomas Gage, generale britannico († 1787)
- 10 marzo - Pierre-Paul Lemercier de La Rivière de Saint-Médard, economista francese († 1801)
- 16 marzo - Giorgio Ludovico di Holstein-Gottorp, militare russo († 1763)
- 23 marzo - Stefano Maria Clemente, scultore italiano († 1794)
- 29 marzo - John Hawkins, musicista, saggista e musicologo inglese († 1789)

## Aprile(11)
- 2 aprile - Vincenzo Legrenzio Ciampi, compositore italiano († 1762)
- 2 aprile - Johann Wilhelm Ludwig Gleim, poeta tedesco († 1803)
- 2 aprile - Franz Anton Hillebrandt, architetto austriaco († 1797)
- 5 aprile - Ottavio Bertotti Scamozzi, architetto italiano († 1790)
- 5 aprile - Axel von Fersen il Vecchio, politico e generale svedese († 1794)
- 11 aprile - Jakob Friedrich Heusinger, filologo classico tedesco († 1778)
- 13 aprile - Hermann Becker, giurista tedesco († 1797)
- 14 aprile - Giuseppe Valeriano Vannetti, scrittore e letterato italiano († 1764)
- 17 aprile - Pierre-Thomas-Nicolas Hurtaut, scrittore e storico francese († 1791)
- 22 aprile - Filippo Ferrero della Marmora, politico e militare italiano († 1789)
- 24 aprile - Giuseppe Baretti, critico letterario, traduttore e poeta italiano († 1789)

## Maggio(4)
- 9 maggio - Giovanni Battista Noghera, gesuita, scrittore e retore italiano († 1784)
- 19 maggio - Carlotta di Monaco, principessa e religiosa monegasca († 1790)
- 24 maggio - Ignazio Paternò Castello, archeologo e mecenate italiano († 1786)
- 29 maggio - Lorenzo De Caro, pittore italiano († 1777)

## Giugno(5)
- 2 giugno - Louis-Paul Abeille, economista francese († 1807)
- 2 giugno - Michel-Jean Sedaine, drammaturgo francese († 1797)
- 5 giugno - Domenico Orsini d'Aragona, cardinale e principe italiano († 1789)
- 10 giugno - Michael Gottlieb Agnethler, botanico e numismatico tedesco († 1752)
- 28 giugno - Étienne François de Choiseul, generale, diplomatico e politico francese († 1785)

## Luglio(4)
- 7 luglio - Michele Imperiali, nobile italiano († 1782)
- 11 luglio - Giuseppe Toaldo, astronomo, meteorologo e abate italiano († 1797)
- 12 luglio - François-Charles de Velbruck, vescovo cattolico e nobile tedesco († 1784)
- 22 luglio - Giovanni Morosini, vescovo cattolico italiano († 1789)

## Agosto(7)
- 17 agosto - Johann Elias Schlegel, scrittore e drammaturgo tedesco († 1749)
- 20 agosto - François-Gaston de Lévis, generale francese († 1787)
- 20 agosto - Christian Mayer, astronomo e gesuita ceco († 1783)
- 23 agosto - Pierre Poivre, missionario e botanico francese († 1786)
- 25 agosto - Louis-Alexandre de Cessart, ingegnere francese († 1806)
- 25 agosto - Charles-Amédée-Philippe van Loo, pittore francese († 1795)
- 26 agosto - Carlo Sebastiano Berardi, presbitero e avvocato italiano († 1768)

## Settembre(6)
- 9 settembre - Antonio Cavaleri, vescovo cattolico italiano († 1792)
- 11 settembre - Tanuma Okitsugu, funzionario giapponese († 1788)
- 17 settembre - James Smith, avvocato e politico statunitense († 1806)
- 22 settembre - Carlo Alberto I di Hohenlohe-Waldenburg-Schillingsfürst, principe tedesco († 1793)
- 27 settembre - Barbara Campanini, ballerina italiana († 1799)
- 27 settembre - Abraham Gotthelf Kästner, matematico tedesco († 1800)

## Ottobre(6)
- 3 ottobre - Francesco Tirelli, abate italiano († 1792)
- 7 ottobre - Jacques Cazotte, scrittore francese († 1792)
- 10 ottobre - Francis Greville, I conte di Warwick, nobile, militare e politico inglese († 1773)
- 13 ottobre - Maurizio Pedetti, architetto italiano († 1799)
- 20 ottobre - Gottfried Achenwall, giurista, storico e filosofo tedesco († 1772)
- 30 ottobre - Lazzaro Opizio Pallavicini, cardinale e arcivescovo cattolico italiano († 1785)

## Novembre(5)
- 9 novembre - Domenico Lorenzo Ponziani, giurista, scacchista e presbitero italiano († 1796)
- 14 novembre - Leopold Mozart, compositore e musicista tedesco († 1787)
- 18 novembre - Egid Valentin Felix von Borié, diplomatico e politico tedesco († 1793)
- 23 novembre - Johann Gottlob Immanuel Breitkopf, tipografo e editore musicale tedesco († 1794)
- 30 novembre - Augusta di Sassonia-Gotha-Altenburg, principessa tedesca († 1772)

## Dicembre(6)
- 8 dicembre - Andrés Marcos Burriel y López, gesuita, storico e scrittore spagnolo († 1762)
- 15 dicembre - Luigi IX d'Assia-Darmstadt († 1790)
- 18 dicembre - William Stanhope, II conte di Harrington, nobile, politico e generale inglese († 1779)
- 20 dicembre - George Campbell, filosofo e teologo britannico († 1796)
- 26 dicembre - Salvatore Maria Di Blasi, archivista e bibliotecario italiano († 1814)
- 27 dicembre - Giovanni Fortunato Bianchini, medico italiano († 1779)

## Senza giorno specificato(21)
- Charlotta Sparre, nobildonna svedese († 1795)
- Dard, scrittore e poeta indiano († 1785)
- Damat Melek Mehmed Pascià, politico e militare ottomano († 1802)
- Cornelia Barbaro Gritti, nobildonna e poetessa italiana († 1808)
- Jacques-Melchior Saint-Laurent, Conte di Barras, ammiraglio francese
- Pasquale Bocciardo, scultore italiano
- William Bradford, editore e militare statunitense († 1791)
- John Lodge Cowley, cartografo, geografo e matematico britannico († 1797)
- Antonio I, vescovo ortodosso georgiano († 1788)
- Louise Françoise Tardieu, incisore e grafica francese († 1762)
- Pierre-François Hugues d'Hancarville, scrittore, storico dell'arte e avventuriero francese († 1805)
- Mamuka d'Imerezia, re († 1769)
- Thomas Jefferys, geografo, cartografo e incisore britannico († 1771)
- Andreas Krüger, architetto e pittore tedesco († 1759)
- Thomas Lowe, tenore e attore teatrale inglese († 1783)
- Filippo Piccaluga, organaro italiano († 1779)
- Isabella Pio di Savoia, nobildonna spagnola († 1799)
- Dmitrij Vasil'evič Uchtomskij, architetto russo († 1774)
- Caterina Vizzani,  italiana († 1743)
- Ivan Illarionovič Voroncov, nobile e politico russo († 1786)
- Elizabeth Wyndham, nobildonna inglese († 1769)